# マルティン・ベラサテギ
マルティン・ベラサテギ・オラサバル（Martín Berasategui Olazabal, 1960年4月27日 - ）は、フランコ体制下のスペインのサン・セバスティアン生まれのバスクの料理人。
サン・セバスティアン近郊の町、ギプスコア県ラサルテ＝オリアに自身の名を冠したレストランがあり、オーナーシェフを務めている。このレストラン・マルティン・ベラサテギは2001年からレッド・ミシュランで3つ星の評価を受けている。その他にオーナーシェフを務める店を合わせて、2013年にはミシュランで7つの星を獲得しており、これはスペイン人料理人の中で最多である。

## 経歴
両親はサン・セバスティアンの旧市街でレストラン「ボデゴン・アレハンドロ」を経営しており、ベラサテギは14歳の時にこのレストランで働き始めた。当時のバスク地方にレッド・ミシュランの星を持つレストランは存在しなかった。17歳の時には修行のために、ペイストリー・シェフとしてフランスに向かった。20歳で両親のレストランを引き継ぎ、25歳だった1986年に初めてミシュランの星を獲得した。
1993年、ベラサテギはサン・セバスティアン近郊のラサルテ＝オリアに自身の名を冠したレストラン・マルティン・ベラサテギを開店させた。開店後すぐにミシュランの1つ星を獲得し、3年後には2つ星を獲得した。2001年版ミシュランでは初めて3つ星を獲得した。レストラン誌の「世界のベスト・レストラン50」では、2008年と2011年に過去最高位となる29位となった。2005年にはカナリア諸島にあるM.B.のコンサルタントとなった。M.B.はテネリフェ島のリッツ・カールトン・アバマ・リゾートにあるレストランであり、2010年版で初めてミシュランの星を獲得した。バルセロナにあるレストラン・ラサルテは新バスク料理を代表するレストランとされている。
2013年版レッド・ミシュランにおいて、ベラサテギはスペインのどの料理人よりも多くの星を獲得している。レストラン・マルティン・ベラサテギは3つ星、レストラン・ラサルテは2つ星、M.B.は2つ星であり、計7つの星を獲得している。2013年時点で、星付きのレストラン３軒に加えて、ドミニカ共和国の2軒、メキシコの1軒、中国・上海の1軒も含め、さらに6軒のレストランを所有している。2014年にはさらにコスタリカに1軒のレストランが開店する予定である。
1996年と2009年には弟子たちとともにマルティン・ベラサテギ・グループを創設しており、多くの系列レストランが存在する。これらの系列店には、ビルバオのビルバオ・グッゲンハイム美術館にあるレストラン、サン・セバスティアンのクルサール国際会議場・公会堂にある「クルサール」（2007年に1つ星）、ボデゴン・アレハンドロ、ムガリッツ（2つ星）などが含まれる。
2013年11月、「スペインにおけるフランス的な料理と芸術の優れた大使」であることが評価されて、フランスのフランソワ・ラブレー大学によって食科学の名誉博士号を授与された。フランソワ・ラブレー大学は食料研究所の開設10周年を記念して、ガストロノミー（美食）文化に貢献した4人の人物に名誉博士号を授与しており、ベラサテギの他には三國清三（日本）、フィリップ・ロシャ（スイス）、ピエール・ウィナンス（ベルギー）に与えられている。